# Dictyopleurus
Dictyopleurus is een geslacht van uitgestorven zee-egels uit de familie Glyphocyphidae.

## Soorten
- Dictyopleurus douvillei Lambert, 1932 †
- Dictyopleurus duncani Lambert, 1932 †